# Triple saut féminin aux Jeux olympiques d'été de 2020
Pour des articles plus généraux, voir Athlétisme aux Jeux olympiques d'été de 2020 et Triple saut aux Jeux olympiques.
Navigation
Rio 2016 Paris 2024
L'épreuve du triple saut féminin aux Jeux olympiques de 2020 se déroule les 30 juillet et 1er août 2021 au Stade olympique national de Tokyo, au Japon.

## Records
Avant cette compétition, les records dans cette discipline étaient les suivants : 
| Record du monde  | Inessa Kravets (UKR)         | 15,50 m | Göteborg | 10 août 1995 |
| Record olympique | Françoise Mbango Etone (CMR) | 15,39 m | Pékin    | 17 août 2008 |

## Résultats

### Finale
| Rang                                | Athlète            | Pays       | Essais | Essais | Essais | Essais | Essais | Essais | Marque | Notes |
| Rang                                | Athlète            | Pays       | 1      | 2      | 3      | 4      | 5      | 6      | Marque | Notes |
| ----------------------------------- | ------------------ | ---------- | ------ | ------ | ------ | ------ | ------ | ------ | ------ | ----- |
| Médaille d'or, Jeux olympiques      | Yulimar Rojas      | Venezuela  | 15,41  | 14,53  | x      | 15,25  | x      | 15,67  | 15,67  | WR    |
| Médaille d'argent, Jeux olympiques  | Patrícia Mamona    | Portugal   | 14,91  | 12,30  | x      | 15,01  | 14,66  | 14,97  | 15,01  | NR    |
| Médaille de bronze, Jeux olympiques | Ana Peleteiro      | Espagne    | 14,55  | 14,77  | x      | 14,63  | 14,87  | 14,65  | 14,87  | NR    |
| 4                                   | Shanieka Ricketts  | Jamaïque   | x      | x      | 14,47  | 14,84  | 14,62  | 14,76  | 14,84  |       |
| 5                                   | Liadagmis Povea    | Cuba       | 14,70  | 14,70  | 14,52  | 14,31  | 14,38  | 14,50  | 14,70  |       |
| 6                                   | Hanna Minenko      | Israël     | 14,52  | 14,60  | 14,27  | 14,29  | x      | x      | 14,60  | SB    |
| 7                                   | Keturah Orji       | États-Unis | 14,59  | 14,10  | 13,82  | 14,12  | 14,43  | x      | 14,59  |       |
| 8                                   | Kimberley Williams | Jamaïque   | 13,77  | x      | 14,51  | 14,12  | 14,47  | 14,28  | 14,51  |       |
| 9                                   | Rouguy Diallo      | France     | 14,38  | 14,28  | x      |        |        |        | 14,38  |       |
| 10                                  | Caterine Ibargüen  | Colombie   | 14,25  | 14,01  | 14,19  |        |        |        | 14,25  |       |
| 11                                  | Kristiina Mäkelä   | Finlande   | 14,17  | 14,03  | 13,90  |        |        |        | 14,17  |       |
| 12                                  | Thea LaFond        | Dominique  | x      | 12,57  | x      |        |        |        | 12,57  |       |

### Qualifications
Qualification : 14,40 m (Q) ou les 12 meilleures performances (q).
| Rang | Groupe | Athlète                | Pays                   | 1     | 2     | 3     | Marque | Notes |
| ---- | ------ | ---------------------- | ---------------------- | ----- | ----- | ----- | ------ | ----- |
| 1    | A      | Yulimar Rojas          | Venezuela              | 14,77 | —     | —     | 14,77  | Q     |
| 2    | B      | Thea Lafond            | Dominique              | 14,66 | —     | —     | 14,66  | Q, NR |
| 3    | A      | Ana Peleteiro          | Espagne                | 14,34 | 14,62 | —     | 14,62  | Q     |
| 4    | B      | Patricia Mamona        | Portugal               | 14,54 | —     | —     | 14,54  | Q     |
| 5    | B      | Liadagmis Povea        | Cuba                   | 14,50 | —     | —     | 14,50  | Q     |
| 6    | B      | Shanieka Ricketts      | Jamaïque               | 14,43 | —     | —     | 14,43  | Q     |
| 7    | A      | Caterine Ibarguen      | Colombie               | 14,02 | 14,08 | 14,37 | 14,37  | q     |
| 8    | B      | Hanna Minenko          | Israël                 | 14,27 | 14,35 | 14,36 | 14,36  | q     |
| 9    | A      | Kimberley Williams     | Jamaïque               | 13,38 | 13,86 | 14,30 | 14,30  | q     |
| 10   | B      | Rouguy Diallo          | France                 | 14,20 | 14,29 | 13,91 | 14,29  | q     |
| 11   | A      | Keturah Orji           | États-Unis             | 14,26 | 13,91 | 14,17 | 14,26  | q     |
| 12   | B      | Kristiina Makela       | Finlande               | 14,21 | 14,06 | 14,08 | 14,21  | q     |
| 13   | A      | Senni Salminen         | Finlande               | 14,20 | 13,68 | 14,07 | 14,20  |       |
| 13   | A      | Neele Eckhardt-Noack   | Allemagne              | 13,88 | 13,92 | 14,20 | 14,20  |       |
| 15   | B      | Davisleydi Velazco     | Cuba                   | 14,14 | x     | x     | 14,14  |       |
| 16   | B      | Ana Lucia Jose Tima    | République dominicaine | 13,87 | 14,11 | x     | 14,11  |       |
| 17   | B      | Nubia Soares           | Brésil                 | x     | 14,04 | 14,07 | 14,07  |       |
| 18   | B      | Viyaleta Skvartsova    | Biélorussie            | 13,93 | x     | 14,05 | 14,05  |       |
| 19   | A      | Evelise Veiga          | Portugal               | 13,93 | 13,63 | 13,57 | 13,93  | SB    |
| 20   | A      | Olha Saladukha         | Ukraine                | 13,49 | 13,91 | 13,88 | 13,91  |       |
| 21   | A      | Dariya Derkach         | Italie                 | 13,69 | 13,73 | 13,90 | 13,90  |       |
| 22   | A      | Gabriela Petrova       | Bulgarie               | x     | 13,79 | x     | 13,79  |       |
| 23   | A      | Jasmine Moore          | États-Unis             | x     | x     | 13,76 | 13,76  |       |
| 24   | B      | Olga Rypakova          | Kazakhstan             | 13,66 | 13,69 | x     | 13,69  | SB    |
| 25   | B      | Tori Franklin          | États-Unis             | 13,23 | 13,68 | 13,58 | 13,68  |       |
| 26   | A      | Mariya Ovchinnikova    | Kazakhstan             | x     | 13,34 | x     | 13,34  |       |
| 27   | B      | Yosiris Urrutia        | Colombie               | x     | x     | 13,16 | 13,16  |       |
| 28   | B      | Diana Zagainova        | Lituanie               | x     | 13,10 | x     | 13,10  |       |
| 29   | A      | Roksana Khudoyarova    | Ouzbékistan            | 12,63 | 13,02 | 13,01 | 13,02  |       |
| 29   | B      | Kristin Gierisch       | Allemagne              | x     | 13,02 |       | 13,02  |       |
| 31   | A      | Irina Ektova           | Kazakhstan             | x     | 12,90 | x     | 12,90  |       |
| 32   | B      | Paraskevi Papachristou | Grèce                  | x     | 12,23 | x     | 12,23  |       |
| —    | A      | Nadia Eke              | Ghana                  | x     | x     | x     | —      | NM    |
| —    | A      | Leyanis Perez          | Cuba                   | —     | —     | —     |        | DNS   |

## Légende
Records et Performances
- AR : Record continental (area record)
- CR : Record des championnats (championship record)
- MR : Record du meeting (meet record)
- NR : Record national (national record)
- OR : Record olympique (olympic record)
- PR : Record paralympique (paralympic record)
- PB : Record personnel (personal best)
- SB : Meilleure performance personnelle de la saison (season's best)
- WL : Meilleure performance mondiale de l'année (world leader)
- WJR : Record du monde junior (world junior record)
- WR : Record du monde (world record)

Circonstances et Conditions
- DNF : N'a pas terminé (did not finish)
- DNS : N'a pas pris le départ (did not start)
- DQ : Disqualification (disqualification)
- NM : Aucun essai valable enregistré (No Mark)
- Q : Qualifié « directement » au prochain tour (ou à la prochaine compétition), lors d'une compétition majeure, grâce au classement ou à la réalisation des minima (automatic qualifier)
- q : Qualifié au prochain tour (ou à la prochaine compétition), lors d'une compétition majeure, grâce au repêchage ou à la réalisation de l'une des meilleures performances parmi celles des « non qualifiés directement » (grâce au meilleur temps ou à la meilleure distance par exemple) (secondary qualifier)